# Troglohyphantes gamsi
Troglohyphantes gamsi este o specie de păianjeni din genul Troglohyphantes, familia Linyphiidae, descrisă de Deeleman-reinhold, 1978.
Este endemică în Slovenia. Conform Catalogue of Life specia Troglohyphantes gamsi nu are subspecii cunoscute.